# Стілі-Голлоу (Оклахома)
Стілі-Голлоу (англ. Steely Hollow) — переписна місцевість (CDP) в США, в окрузі Черокі штату Оклахома. Населення — 292 особи (2020).

## Географія
Стілі-Голлоу розташоване за координатами 35°59′17″ пн. ш. 94°57′31″ зх. д. / 35.98806° пн. ш. 94.95861° зх. д. (35.988044, -94.958695).  За даними Бюро перепису населення США в 2010 році переписна місцевість мала площу 5,30 км², з яких 5,28 км² — суходіл та 0,02 км² — водойми.

## Демографія
Згідно з переписом 2010 року, у переписній місцевості мешкало 206 осіб у 75 домогосподарствах у складі 58 родин. Густота населення становила 39 осіб/км².  Було 81 помешкання (15/км²).
Расовий склад населення:
| - 50,0 % — білих - 35,4 % — корінних американців - 0,5 % — чорних або афроамериканців - 0,5 % — азіатів |

До двох чи більше рас належало 13,1 %. Частка іспаномовних становила 4,4 % від усіх жителів.
За віковим діапазоном населення розподілялося таким чином: 24,3 % — особи молодші 18 років, 62,6 % — особи у віці 18—64 років, 13,1 % — особи у віці 65 років та старші. Медіана віку мешканця становила 33,5 року. На 100 осіб жіночої статі у переписній місцевості припадало 98,1 чоловіків;  на 100 жінок у віці від 18 років та старших — 102,6 чоловіків також старших 18 років.
За межею бідності перебувало 22,9 % осіб, у тому числі 0,0 % дітей у віці до 18 років та 58,3 % осіб у віці 65 років та старших.
Цивільне працевлаштоване населення становило 36 осіб. Основні галузі зайнятості: фінанси, страхування та нерухомість — 33,3 %, виробництво — 25,0 %, освіта, охорона здоров'я та соціальна допомога — 19,4 %.